# Nørrehalland
Nørrehalland, den nordlige del af Halland (de fire herreder nord for Ätran – Fjerre, Viske, Himle og Faraas), var fra 1280'erne til 1360'erne et separat grevskab. Området havde på den tid kun én by, Gedekær (Varbergs forgænger).
I 1283 fik Valdemar Sejrs oldebarn grev Jakob Nørrehalland som len. I 1287 blev grev Jakob dømt fredløs for delagtighed i mordet på Danmarks kong Erik Klipping i Finderup Lade. Han kom under beskyttelse af Norges kong Håkon Magnusson (1270-1319) og anlagde under De fredløses krig fæstningerne Hunehals og Varberg.
1305 måtte greven afstå lenet til Håkon, som gav det til sin svigersøn, den svenske hertug Erik Magnusson (ca1282-1318). Fra freden i Helsingborg 1310 til hertugen blev fængslet ved Nyköpings gæstebud 1317 var Nørrehalland del af det hertugdømme som, da det var størst, omfattede Västergötland, Dal og Värmland samt Älvsyssel i det sydlige Bohuslän.
1319 blev Nørrehalland en del af Ingebjørg Håkonsdatters underholdslen efter at hendes og Eriks treårige søn Magnus Eriksson var blevet konge af Norge og Sverige. Ingebjørgs len omfattede desuden Lödöse og Axevalla hus med fem herreder i Västergötland og Värmland samt Älvsyssel.
Ingebjørg kom i konflikt med såvel det norske som det svenske rigsråd og 1326 måtte hun afstå sine svenske len, og de norske i 1327. Nørrehalland hørte til Magnus Erikssons arv fra hans far, og 1326 blev provinsen officielt svensk.
Ingebjørg var dog ikke færdig med Halland, for 1327 giftede hun sig med den hallandske ridder Knud Porse (død 1330) som af den danske kong Valdemar 3. året inden havde fået Sønderhalland som hertugdømme.
1353-1356 blev Nørre- og Sønderhalland genforenet, da Magnus Eriksson udnævnte Bengt Algotsson (død 1360) til hertug. Sønderhalland blev 1360 indtaget af Valdemar Atterdag, og i 1366 generobrede han også Nørrehalland.